# Villstad
Villstad är kyrkby i Villstads socken i Gislaveds kommun, belägen strax norr om Smålandsstenar.
I Villstad ligger Villstads kyrka, kyrkstallarna, den gamla prästgården och skolhusen. Runt om finns stengärdesgårdar och odlingsrösen. Utanför byn finns gravplatser och fornlämningar med bl.a. flera gravfält från järnåldern.
Byn och dess jordbruksmarker har av länsstyrelsen klassats som naturreservat under namnet Villstad kyrkbys naturreservat.